# Alyxia ruscifolia
Alyxia ruscifolia és una espècie de planta de la família de les Apocynaceae, originària d'Austràlia on s'hi troben unes 106 espècies del gènere Alyxia, entre els quals hi ha arbusts, lianes i enfiladisses, plantes amb tiges molt llargues normalment amb espines que els faciliten pujar pels troncs d'arbres o roques. Són relativament tolerants a la sequera i pot ser una planta de cobertura en cas de creixement lent

## Descripció
És una planta de port arbustiu d'uns 2 a 3 metres d'alçada. Les branques i els pecíols desprenen un exsudat lletós. Les fulles es mostren en verticils de quatre o cinc, les fulles són variables en grandària, fins a 6,5 x 2,5 cm, els pecíols són de fins a 0,5 cm de llarg. Les flors són de color blanc, molt fragants, amb cinc pètals i cinc sèpals. El fruit presenta de 2 a 3 articles globosos d'un color taronja vermellós units en collar.

## Distribució i hàbitat
Es distribueix cap a Nova Gal·les del Sud, cap a la costa central, amb un rang altitudinal de 0-900 metres sobre el nivell del mar. Creix com un arbust del sotabosc cap als marges de la selva (en concret en els boscos tropicals secs), boscos de mosó i boscos esclerofil·les humits.

## Taxonomia
Alyxia ruscifolia va ser descrita per Brown, Robert i publicada a Prodromus Florae Novae Hollandiae 470. (Prodr.)

### Etimologia
- Alyxia: El nom genèric deriva del mot grec alyktos que significa "ser rebutjat".[5] També hi ha la possibilitat que provingui de halysis, halysidos, "una cadena", referint-se als fruits aparellats, junts, moniliformes (en forma de collar, compost d'una sèrie de segments més o menys arrodonits).
- ruscifolia: epítet específic que fa referència a l'assemblança de les seves fulles al gènere Ruscus, amb fulles acabades en espina a l'àpex.[6]

### Sinonímia
- Alyxia ruscifolia var. pugioniformis A.Cunn. ex G.Don
- Alyxia ruscifolia var. ulicina F.M.Bailey
- Alyxia sharpei P.I.Forst.
- Gynopogon ruscifolius (R.Br.) K.Schum.
- Pulassarium ruscifolium (R.Br.) Kuntze.